# Bicaméralité
Ne doit pas être confondu avec Bicamérisme.
 (février 2024).
La bicaméralité est une hypothèse sur l'origine de la conscience développée par le psychologue américain Julian Jaynes dans son ouvrage La naissance de la conscience dans l'effondrement de l'esprit [bicaméral] (1994, édition originale 1976). Elle propose que l'esprit humain, avant d'être conscient, était divisé en deux parties, l'une qui « parlait » et l'autre qui écoutait et obéissait. Jaynes suggère que l'esprit bicaméral était encore le fonctionnement de l'esprit humain répandu un millénaire av. J.-C.

## La conscience est-elle indispensable?
Pour montrer qu'il est possible d'imaginer un être humain sans conscience, Jaynes rappelle le « peu de conscience que nous avons de notre action quotidienne ». Il explique que la conscience n'est pas nécessaire aux concepts, à l'apprentissage, à la pensée ou encore à la raison. Il en conclut que « la conscience ne modifie pas tant que cela beaucoup de nos activités » et qu'« il est parfaitement possible qu'il y ait eu une race d'hommes qui parlaient, jugeaient, raisonnaient, résolvaient des problèmes, faisaient, en un mot, la plupart des choses que nous faisons, mais qui n'étaient pas conscients du tout ».

## Esprit bicaméral
Se référant à L'Iliade, dont il situe l'écriture vers 900 ou 850 av. J.-C., soit quatre siècles après les événements relatés, Jaynes note que le texte ne comporte « en général, [...] pas de mots se rapportant à la conscience ou à des actes mentaux ». Il remarque que dans toutes les situations critiques, les personnages sont influencés par l'intervention des dieux, qui s'adressent à eux et leur parlent. Interprétant ces faits littéralement, il suppose que des voix étaient réellement entendues par les humains, qui les considéraient comme des voix divines.
« L'homme de l'Iliade n'avait pas la subjectivité que nous avons. Il n'avait pas conscience de sa conscience du monde, pas d'espace mental intérieur pour pratiquer l'introspection. »
Julian Jaynes décrit le fonctionnement de l'esprit bicaméral ainsi :
« La volition, l'élaboration, l'initiative s'organisent sans aucune aide de la conscience et sont ensuite « transmises » à la personne dans la langue qu'elle connaît, parfois accompagnées de l'apparition d'un ami intime, d'une figure d'autorité, d'un dieu ou parfois sous la forme de la seule voix. La personne obéissait à ses voix, entendues dans les hallucinations, parce qu'elle ne « voyait » pas ce qu'elle devait faire toute seule. »
Jaynes attribue l'esprit des dieux à l'hémisphère non dominant du cerveau (l'hémisphère droit pour la plupart des gens), et l'esprit des hommes à l'hémisphère dominant.